# Edward Everett Horton
Edward Everett Horton (ur. 18 marca 1886, zm. 29 września 1970) – amerykański aktor filmowy i telewizyjny.

## Filmografia
seriale
- 1948: The Ford Theatre Hour
- 1953: General Electric Theater jako pan Parkinson
- 1956: Playhouse 90 jako Carver
- 1963–1965: Prawo Burke’a (2 odcinki, różne role)
- 1970: Nanny and the Professor jako profesor Clarenton

film
- 1922: The Ladder Jinx jako Arthur Barnes
- 1926: Cyganeria jako Colline
- 1933: Alicja w Krainie Czarów jako Szalony Kapelusznik
- 1937: Zagubiony horyzont
- 1937: Eskapada
- 1937: Zatańczymy?
- 1941: Awantura w zaświatach jako Posłaniec 7013
- 1963: Ten szalony, szalony świat jako Dinckler
- 1969: 2000 Years Later jako Evermore

## Wyróżnienia
Posiada swoją gwiazdę na Hollywoodzkiej Alei Gwiazd.